# Ocas

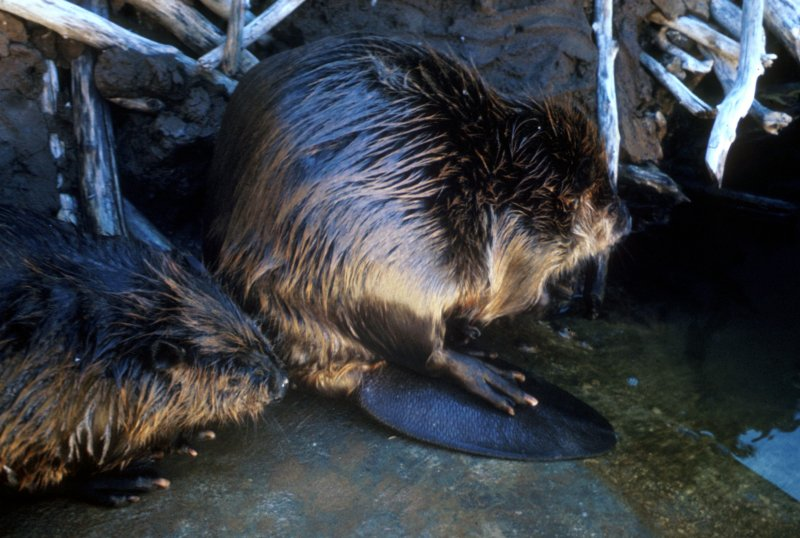
Bobr kanadský (Castor canadensis) má nápadný plochý ocas

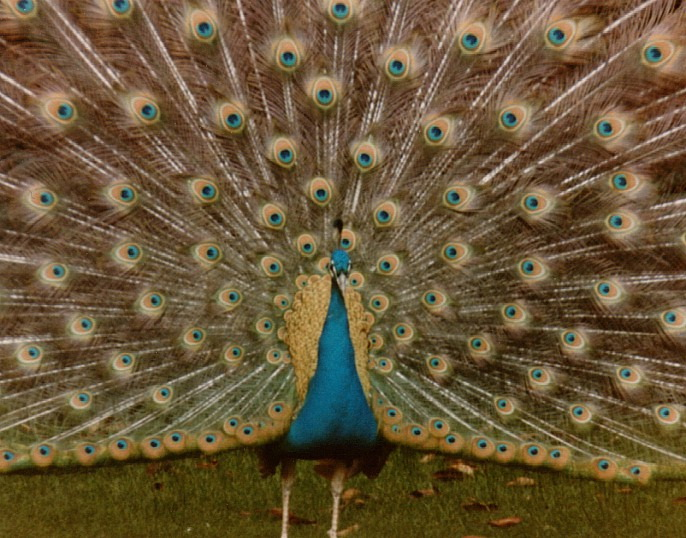
„Paví ocas“ jsou přesněji ocasní pera

Ocas (latinsky cauda) je podlouhlá končetina na zadním konci těla některých živočichů.
Takzvaný pravý ocas je ocas strunatců, do kterého nezasahuje trávicí trubice (nachází se celý až za řitním otvorem, je tedy postanální). Je vyztužen chordou či páteří.

## Funkce
Ocas jako orgán slouží k mnohým účelům.
- Komunikaci (vyjadřování emocí, záměrů, varování, při námluvách apod.)
- U ovcí jsou v ocasu uloženy tukové zásoby.
- Kopytníkům (např. tur) slouží ocas k odhánění obtížného hmyzu.
- U bobrů slouží ocas k pohybu ve vodním prostředí. Obzvláště podstatný je kvůli této funkci pro vodní savce, například velryby nebo delfíny
- Chápani mají na ocase výběžek, díky němuž se ocasem mohou zachytávat větví v korunách stromů. I další savci žijící v korunách stromů využívají ocasu k bezpečnému pohybu, ale zejména jako kormidla při skákání ze stromu na strom.
- Ocas veverek je tak huňatý, že zachytává vzduch, pomáhá při udržení rovnováhy a prodlužuje skok.
- Klokanům slouží ocas k opírání i k pohybu – pomáhá jako pružina při skákání.[2]

Někteří živočichové jsou schopni odvrhnout ocas čili provést tzv. kaudální autotomii. Odvrhnout ocas jsou v případě nebezpečí schopni mnozí ocasatí obojživelníci, haterie novozélandská, někteří ještěři, amfisbény, několik druhů hadů a dokonce někteří hlodavci.
Pokud ocas ztratil funkci, obvykle zakrňuje (stává se z něj rudiment, např. u člověka kostrč). Dalším příkladem jsou lenochodi a koaly. Ti se sice pohybují v korunách stromů, ale neskáčou, pohybují se v korunách pomalu.